# フリッツ・リー
フリッツ・リー（Fritz Lee、1988年8月29日 - ）は、トップ14、ASMクレルモン・オーヴェルニュに所属するラグビーユニオン選手。

## プロフィール
- サモア・モトゥツア出身[1]。
- ポジションはフランカー(FL)、ナンバーエイト(No8)。
- 身長 195cm、体重 103kg
- 7人制サモア代表に選ばれたことがある[2]。
- サモア代表キャップは8(2024年10月現在）でラグビーワールドカップ2023のサモア代表に選ばれた[3]。

## 略歴
カウンティー・マヌカウ、チーフスを経て、2013年、ASMクレルモンに加入。